# 北斗衛星導航系統
北斗衛星導航系統（ほくとえいせいどうこうけいとう、簡体字: 北斗卫星导航系统、英語: BeiDou Navigation Satellite System、北斗衛星測位システムとも言う）とは、中華人民共和国が独自に展開している全地球測位衛星システム（GNSS）である。
2012年12月27日にアジア太平洋地域での運用を開始。2018年12月27日、全世界向けのサービス開始を発表した。2020年6月23日、最後の55基目の北斗用人工衛星（2000年の試験衛星からでは59基目）が打ち上げられて衛星軌道投入に成功し、完成した。   

## 沿革
1991年の湾岸戦争で、米軍がGPSを使い精密攻撃を行ったことに触発され、1994年にアメリカ合衆国のGPSに依存しない独自システムの構築を目指して開発が開始された。   
第三次台湾海峡危機（1996年）時にGPS追尾が不能になったことを、米軍による意図的な信号遮断と判断した中国人民解放軍は2004年頃から装備を北斗対応へ切り替えた。システムを構成する人工衛星数で、北斗は2018年にGPSを追い抜き、またGPSと異なり信号の送信だけでなく地球上にある対応機器との送受信が可能で、その位置情報を追跡可能である。   
最初の北斗システムは公式には北斗衛星航法実験システムと呼ばれ、北斗1号として知られる3機の人工衛星で構成されており、2000年から中国と周辺国で航法に提供されていた。
第二世代のシステムは北斗2号として知られ、完成時には35機の衛星で構成される全地球測位システムをめざした。2018年12月時点では衛星33機を運用しており、位置情報誤差は10メートルで時刻精度は20ナノ秒（信頼性95%）。アジア太平洋地域に限れば定位精度は5メートルである。2020年までに北斗2号を1機、北斗3号11機に追加で打ち上げ、完成させる計画であった。北斗測位システムの主任設計者は孫家棟。2020年6月23日、北斗3号の最後の衛星が打ち上げられ同7月に運用開始。北斗3号が完成した。

## システムの概要

### 北斗1号
全世界をカバーするアメリカのGPSとは異なり、限定された地域のみに於いて機能する。2000年から2007年にかけて4基の衛星が打ち上げられ、その後、全て退役した。
中国のみをカバーする。

### 北斗2号
35基の衛星打ち上げを計画。北斗1号を発展・拡張させたものではなく、それ自体新しい衛星測位システムである。2020年までの完成を目指し、アメリカのGPSやヨーロッパのガリレオと同様に全世界をカバーしている。
アジア太平洋地域をカバーする。

### 北斗3号
35基の衛星で構成される。2020年7月から運用が開始された。全地球をカバーする。

## 名称の由来
北斗測位システムの名称は中国で北斗七星として知られるおおぐま座に由来する。おおぐま座の7つ星は北極星を意味する名称で、中国の天文学者によって北斗と命名された。古い時代から天帝の乗り物ともされ、この星座は北極紫微大帝が住むとされた北極星の位置を探し当てる目的で使用され、北斗も衛星航法システムの用途に用いられる。

## 開発段階
北斗システムの開発の主要実施機関は中国国家航天局である。開発は3段階で進められてきた。
- 第1段階 - システム実証段階

期間は2000年から2003年まで。測位機能、時刻配信機能等のシステムの根幹を成す機能を、地域を限定して実証することを目的とする。3機の衛星を打ち上げ、実行された。
- 第2段階 - 地域限定サービス構築段階

期間は2004年から2011年末まで。中国ばかりでなく、東経84度～169度、北緯55度～南緯55度のアジア太平洋地域を対象とした地域限定サービスの運用開始を目的とする。1機の中高度衛星、5機の傾斜同期軌道衛星、4機の静止衛星が打ち上げられ実施された。
- 第3段階 - グローバルサービス構築段階

期間は2012年から2020年まで。今まで打ち上げた衛星を含め合計35機の衛星を打ち上げ、世界中でサービスを提供できるようにした。
2013年5月時点の開発はフェーズ3段階で、サービス提供性能は水平位置精度25m、垂直位置精度30m、時刻精度50ナノ秒となっており、実利用できる性能までには至っていなかった。衛星の信号仕様の詳細も公表されておらず、受信コード解読用集積回路を製造できるのは中国政府に許可を与えられた国内企業のみで独占され、外国企業が専用集積回路を製造することができないなどの問題が存在した。
2014年3月、中国航天科工情報技術研究院の西安航天華迅公司で第4世代の高性能北斗/GPSナビゲーションチップが開発された。第4世代GPSと北斗デュアルモード測位チップはそれぞれ0.11μmと40nmのプロセスルールで製造され、この第4世代チップの捕捉感度は-147dBm、追跡感度は-163dBmに達し、精度は2.5mに達する。8月に北斗チップである泰斗微電子社のTD1020を搭載した中興通訊（ZTE）のスマートフォン「G601U」（BDS/GPSナビゲーション、防塵・耐衝撃・防水）が大量生産された。10月に55nmの製造工程を採用して、北斗無線チップと北斗ベースバンドチップを統合した北斗シングルチップが杭州中科微電子有限公司で開発された。11月に上海軍民両用技術促進大会で、プロセスルール40nmの北斗ナビゲーションチップ「航芯1号」が上海北伽ナビゲーション科学技術有限公司から発表された。

## 実験システム（北斗-1）

### 詳細
北斗-1は4機（3機が稼働、1機は予備）の衛星から構成される実験的な航法システムである。衛星自体は中国のDFH-3静止通信衛星を元にしており、打ち上げ重量はそれぞれ1000kgである。中軌道の衛星を用いるアメリカのGPS、ロシア連邦のGLONASS、ヨーロッパのガリレオシステムと異なり、北斗-1は静止衛星を使用するため、このシステムは大規模な複数の衛星を必要としないが、地球上で使用できる範囲が衛星を見通せる地域に限定される事を意味する。利用できる地域は東経70°から140°、北緯5°から55°の範囲である。使われる周波数は2491.75 MHz。

### 進展状況
最初の衛星である北斗-1Aは2000年10月31日に軌道に投入された。2機目の北斗-1Bは2000年12月21日に打ち上げられた。3機目の北斗-1C（予備機）は2003年5月25日に軌道投入され、実験システムが完成した。

### 測位
2007年, 新華社通信は, 北斗の解像度は0.5 mと報告した。現存する利用者端末では, 校正した場合の精度は20 mと思われる（校正しないと100 m)。
海洋監視船などの公用船だけでなく、民間の漁船にも利用が進んでおり、2012年時点で約20万隻が利用しているという。
2013年の中国の衛星航法測位サービス産業の総生産額は『中国衛星航法測位サービス産業発展白書（2013年度）』によると、1040億元を超え、2012年を28.4％上回り、北斗の生産額は100億元を超え、産業に占める割合は9.8％に達した。ナビゲーション・測位端末の総販売台数は3.48億台を突破した。2013年末までに、中国の北斗端末の民間保有量は130万セットを超えた。
2014年1月28日、交通運輸部と公安部、国家安全生産監督管理総局は、『道路運輸車両動態監督管理方法』を共同で発布し、「観光バスやチャーターバス、3類（隣接県間の旅客運輸）以上の路線バス、危険貨物運輸車両は出荷前、基準に合った衛星測位装置に取り付ける」「重型トラックとセミトレーラートラクターは出荷前、基準に合った衛星測位装置に取り付ける」との規定を設けた。
8月9日、9月8日、10月20日、11月15日、11月20日、12月11日にそれぞれ、「リモートセンシング衛星20号」「リモートセンシング衛星21号」「リモートセンシング衛星22号」「リモートセンシング衛星23号」「リモートセンシング衛星24号」「リモートセンシング衛星25号」の6基のリモートセンシング衛星を打ち上げた
2015年5月19日、中米両国の衛星ナビゲーションシステムに関する最初の会議が北京市で開かれ、北斗とGPSの両システムの日常的な交流・協力のメカニズムを構築し、頻繁な会議を通じて協力を引き続き進め、共同ワークスチームを組織し、双方がともに関心を寄せる議題をめぐって協議する『中米民用衛星ナビゲーションシステム（GNSS）連合協力声明』が締結された。
中国国内では、スマートフォンや自動車などでの北斗対応サービスの市場規模が2019年で3450億元に達した。北斗対応の端末などは約120カ国へ輸出されている。中国と親密なパキスタンでは軍用機や巡航ミサイルの誘導にも採用されている。

### 位置の計算
2007年、北斗システムの精度はGPS単独よりもかなり高く、最高0.5mであり、既存の利用者は端末の校正により20m精度(校正しない場合は100m精度)に出来ると新華社が報じている。

### 端末
2008年時点で北斗-1の端末の1台あたりの費用は20000元（US$2,929）で、GPSのおよそ10倍の値段である。端末が高価な理由として"輸入された集積回路を使用しているから"と言われるが、代替品のチップを用いる事により値段を1000元以下に出来ると見られる。2009年11月16日から21日に深圳市で開催された中国ハイテクフェア ELEXCON 2009では、端末価格は3000元以下だとされる。

### 用途
- 1000台以上の北斗-1端末が2008年の四川大地震で被害地域で情報の供給に使用された[26]。
- 2009年10月より雲南省の全ての中国の国境警備隊員は北斗-1端末を装備する[27]。航法システムの主任設計者である孫家棟は、"多くの組織が私達のシステムを使用することはとても好ましい"と語った[28]。
- 2019新型コロナウイルス対策として無人機による緊急物資の配達や防疫・パトロール、病院の測位などに使用された[8]。

### 利点
- 衛星測位がメインではあるが、メッセージの送受信機能を備えており、これを利用してスマートフォン等で短いメッセージの送受信（漢字40文字/回）が可能である[29]。

## 全地球システム（北斗-2またはコンパス）

### 詳細
北斗-2は既存の北斗-1の拡大版ではない。5機の静止衛星を含む35機の衛星から構成される新しいシステムで、北斗-1と下位互換性があり、30機の非静止衛星（27機は中軌道で3機は傾斜対地同期軌道）で全地球を完全にカバーし、2段階のサービスが供給される。無料サービスは民生用途で、ライセンスサービスは中国政府と軍用途。2010年8月1日に、5機目が西昌衛星発射センターから長征 3Iロケットによって打ち上げられた。
- 無料でのサービスは測位精度10mで同期時計の精度は10ナノ秒で測定速度は0.2 m/秒である。
- 許可されたサービスでは無料サービスよりも精度が高く通信に使用する事も可能でシステムの状態に関する情報が利用者に提供される予定である。

### 進展状況
2011年12月末、限定的ながら10機の衛星による稼働が可能となり、中国とその周辺地域を対象に試験運用を開始。2012年10月に打ち上げた16機目の北斗により運用範囲がアジア太平洋地域へ広がった。

## 北斗-3
2018年12月18日、中国は北斗3号シリーズのサービスを開始すると発表。2018年の中国によるロケットの打ち上げ回数は36回とアメリカを上回る回数で行われていた。2019年11月には、50、51基目の北斗ナビゲーション衛星が宇宙空間に投入された。

## 海外拠点
2018年4月、北斗システム初の海外運用拠点で中国とアラブ連盟が共同運営する「中国アラブ北斗/GNSSセンター」がアラブ情報通信技術機関の本部所在地チュニジアの首都チュニスに設置された。

## 人工衛星の一覧（2012年10月時点）
| 日付           | 打ち上げロケット | 衛星           | 軌道              | 利用               | システム |
| -------------- | ---------------- | -------------- | ----------------- | ------------------ | -------- |
| 2000年10月31日 | 長征 3A          | 北斗-1A        | 静止軌道 140°E    | No（墓場軌道）     | 北斗-1   |
| 2000年12月21日 | 長征 3A          | 北斗-1B        | 静止軌道 80°E     | Yes                | 北斗-1   |
| 2003年5月25日  | 長征 3A          | 北斗-1C        | 静止軌道 110.5°E  | Yes                | 北斗-1   |
| 2007年2月3日   | 長征 3A          | 北斗-1D        | 超同期軌道        | No（軌道から脱離） | 北斗-1   |
| 2007年4月14日  | 長征 3A          | コンパス-M1    | 中軌道 ~21,500 km | Yes（試験のみ）    | 北斗-2   |
| 2009年4月15日  | 長征 3C          | コンパス-G2    |                   | No（軌道から脱離） | 北斗-2   |
| 2010年1月17日  | 長征 3C          | コンパス-G1    | 静止軌道 144.5°E  | Yes                | 北斗-2   |
| 2010年6月2日   | 長征 3C          | コンパス-G3    | 静止軌道 84.7°E   | Yes                | 北斗-2   |
| 2010年8月1日   | 長征 3A          | コンパス-IGSO1 | 傾斜対地同期軌道  | Yes                | 北斗-2   |
| 2010年11月1日  | 長征 3C          | コンパス-G4    | 静止軌道 160°E    | Yes                | 北斗-2   |
| 2010年12月18日 | 長征 3A          | コンパス-IGSO2 | 傾斜対地同期軌道  | Yes                | 北斗-2   |
| 2011年4月10日  | 長征 3A          | コンパス-IGSO3 | 傾斜対地同期軌道  | Yes                | 北斗-2   |
| 2011年7月27日  | 長征 3A          | コンパス-IGSO4 | 傾斜対地同期軌道  | Yes                | 北斗-2   |
| 2011年12月2日  | 長征 3A          | コンパス-IGSO5 | 傾斜対地同期軌道  | Yes                | 北斗-2   |
| 2012年2月25日  | 長征 3C          | コンパス-G5    | 静止軌道          | Yes                | 北斗-2   |
| 2012年4月30日  | 長征 3B          | コンパス-M3    | 中軌道            | Yes                | 北斗-2   |
| 2012年4月30日  | 長征 3B          | コンパス-M4    | 中軌道            | Yes                | 北斗-2   |
| 2012年9月29日  | 長征 3B          | コンパス-M5    | 中軌道            | Yes                | 北斗-2   |
| 2012年9月29日  | 長征 3B          | コンパス-M6    | 中軌道            | Yes                | 北斗-2   |
| 2012年10月25日 | 長征 3C          | コンパス-G6    | 静止軌道          | Yes                | 北斗-2   |

- 注記:全ての日付は中国標準時（UTC+8）を基準にする
- 現在の衛星の飛行状況はN2YO.comで確認できる